# ثيودور إس. وايس
ثيودور إس. وايس (بالإنجليزية: Theodore S. Weiss)‏ هو محامي وسياسي أمريكي، ولد في 17 سبتمبر 1927 في المجر، وتوفي في 14 سبتمبر 1992 في نيويورك في الولايات المتحدة. حزبياً، نشط في الحزب الديمقراطي. في انتخابات مجلس النواب الأمريكي 1990 ‏، انتخب عضو مجلس النواب الأمريكي عن دائرة New York's 17th congressional district ‏ وقد انضم خلال فترته النيابية ‏ (3 يناير 1991 – 14 سبتمبر 1992) للكتلة البرلمانية الحزب الديمقراطي وانتخب عضو مجلس النواب الأمريكي.